# Ryan Dusick
Ryan Michael Dusick (Los Angeles, 19 settembre 1977) è un batterista statunitense, noto per essere stato membro dei Maroon 5.

## Biografia

### Kara's Flowers
Nel 1994, Ryan Dusick insieme agli amici Adam Levine, Jesse Carmichael, e Michael Madden, conosciuti  al Festival Frenchwoods del Performing Arts Camp (Hancock, NY), forma la band Kara's Flowers.
Il quartetto ottiene così un contratto discografico con la Reprise Records. Nel 1997, la band ha pubblicato un album intitolato The Fourth World. Nello stesso anno la band è apparsa in un episodio di Beverly Hills 90210. A causa dello scarso successo dell'album, la Reprise rescisse il contratto con la band. In seguito la band andò in pausa e tutti presero strade separate.

### Maroon 5
Nel 2001, Dusick si riunisce con Levine, Madden e Carmichael, ai quali si aggiunge il chitarrista James Valentine.
Il gruppo cambia il suo nome in Maroon 5 e lavora ad un nuovo ritmo, basato su elementi diversi dalle loro canzoni precedenti. Con brani per lo più ispirati dal rapporto di Levine, recentemente fallito. La band ha ottenuto un nuovo accordo con Octone Records e nel giugno 2002 ha pubblicato l'album Songs About Jane.
La band ottiene diversi singoli di successo. Alla 47ª edizione dei Grammy Awards, la band è stata nominata come miglior artista esordiente  e vince il Grammy anche come miglior performance rock per This Love.
La costante esecuzione, però, si rivela dannosa per Dusick, che si infortuna al braccio ed è costretto a smettere di suonare alla fine del 2004. Mentre è temporaneamente impegnato nelle cure, i Maroon 5 continuano il loro touring con un sostituto del batterista.
Matt Flynn ha sostituito ufficialmente Ryan Dusick nel settembre 2006.